# V714 Возничего
V714 Возничего (лат. V714 Aurigae) — двойная затменная переменная звезда типа W Большой Медведицы (EW) в созвездии Возничего на расстоянии приблизительно 2273 световых лет (около 697 парсеков) от Солнца. Видимая звёздная величина звезды — от +14m до +13,35m. Орбитальный период — около 0,5472 суток (13,133 часов).

## Характеристики
Первый компонент — жёлто-оранжевая звезда спектрального класса K-G. Радиус — около 1,64 солнечного, светимость — около 1,444 солнечной. Эффективная температура — около 4940 K.
Второй компонент — жёлто-оранжевая звезда спектрального класса K-G.